# Steve McMahon
Steven Joseph McMahon (Halewood, Inglaterra, 20 de agosto de 1961) es un exfutbolista que se desempeñaba como centrocampista. Actualmente ejerce de entrenador y como comentarista del canal ESPN Asia.

## Clubes

### Jugador
| Club               | País       | Año       | Partidos | Goles |
| Everton FC         | Inglaterra | 1979-1983 | 100      | 11    |
| Aston Villa FC     | Inglaterra | 1983-1985 | 75       | 7     |
| Liverpool FC       | Inglaterra | 1985-1991 | 204      | 29    |
| Manchester City FC | Inglaterra | 1991-1994 | 87       | 1     |
| Swindon Town FC    | Inglaterra | 1994-1998 | 42       | 0     |

### Entrenador
| Club         | País       | Año       |
| ------------ | ---------- | --------- |
| Blackpool FC | Inglaterra | 2000-2004 |
| Perth Glory  | Australia  | 2005      |

## Palmarés
Liverpool FC
- FA Premier League: 1985-86, 1987-88, 1989-90
- FA Cup: 1986, 1989
- FA Community Shield: 1987, 1989, 1990, 1991

- Datos: Q706593